# Colonne desséchante
Pour les articles homonymes, voir Colonne.

Schéma d'une colonne desséchante.

Une colonne desséchante est un équipement utilisé pour sécher un gaz généralement synthétisé en laboratoire de chimie.

## Présentation
Il s'agit d'un récipient généralement en verre, constitué d'un cylindre vertical, à fond plat, muni de deux ouvertures pouvant recevoir un tube coudé. La colonne (son volume peut varier de 125 à 500 mL, suivant les modèles) contient un dessiccant solide (par exemple du CaCl2) anhydre et inerte vis-à-vis du gaz à purifier.
Le gaz humide (dont la pression doit être proche de la pression atmosphérique) issu du réacteur passe au préalable dans un flacon de garde relié à l'ouverture inférieure de la colonne, par l'intermédiaire d'un tuyau flexible inerte.
Une colonne remplie de paille de fer peut être utilisée pour obtenir du dichlore sec : en présence de Cl2 humide, il se forme du chlorure de fer(III) hexahydraté.
La large ouverture supérieure de la colonne permet d'enlever rapidement le dessiccant, pour régénération.

## Alternatives au laboratoire
- Un tube desséchant adapté peut être utilisé à la place d'une colonne.
- Le gaz à sécher peut être mis à barboter dans un barboteur contenant un liquide avide d'eau, tel l'acide sulfurique concentré.